# Rewe (Royaume-Uni)
Pour les articles homonymes, voir Rewe (homonymie).
Rewe est un village et une paroisse civile du Devon, situé dans le sud-ouest de l'Angleterre. 